# 汉谋图书馆
汉谋图书馆位于广东省肇庆市端州区宝月路31号。2003年5月6日列为肇庆市文物保护单位。
该处原是星岩书院众绿厅，民国初年又称魁星楼，因年久失修而毁。新加坡华侨陈祝龄1917年捐资新建祝龄楼。1935年由肇庆籍国民党将领余汉谋捐资改建，并赠古籍图书一批，因而改名汉谋图书馆。
该馆坐北向南，两层，建筑面积400平方米，砖木结构，歇山顶，上盖绿色琉璃瓦，四周圆柱回廊，曾作肇庆市图书馆阅览室，现为端州区文化馆。